# Бріан Ва Нейлл
Бріан Ва Нейлл — (ірл. — Brian Ua Neill) — він же: Бріан О'Ніл, Брян О'Ніль, Брян О'Нель, Брайян О'Ніл —верховний король Ірландії. Час правління: 1258—1260. Борець за свободу Ірландії, ватажок повстання за свободу Ірландії проти англо-нормандських завойовників. Останній верховний король Ірландії з роду ірландських королівських династій. Син Ніала Руада (ірл. — Niall Ruadh), онук Муйрхеартаха Муйга (ірл. — Muircheartach Muigh), що помер у 1160 році. Родич Ніала Кайлле (ірл. — Niall Caille) та його сина Аеда Фіндліаха (ірл. — Áed Findliath), який був одружений з Маел Муйре (ірл. — Máel Muire) — дочкою короля Кеннета мак Альпіна (ірл. — Kenneth MacAlpin). Загинув у битві Друїм Деарг (ірл. — Druim Dearg) у 1260 році.

## Повстання в Ірландії
У середині ХІІІ століття королівство Англія, де в той час правили нормандські феодали, спробувало розширити свої володіння в Ірландії — колонію Пейл і здійснило спробу захопити всю територію Ірландії. На той час землі Ірландії, що не належали англійській короні, складалися з численних дрібних королівств, які ділилися на землі кланів. Ірландські королівства і клани постійно ворогували між собою і одночасно вели війну проти англо-нормандських загарбників. У 1257 році повстання охопило всю Ірландію. Тадг О'Бріен (ірл. — Tadhg O'Brien) — син короля Хомонда (ірл. — Thomond) зібрав армію повстанців і почав проти англійців війну. У 1243 році помер Х'ю де Лейсі (ірл. — Hugh de Lacy) і влада графів Ольстеру ослабла. У 1255 році Бріан Ва Нейлл (який до того був королем маленького королівства Тір Еогайн (ірл. — Tir Eoghain)) скористався ситуацією і пішов у похід на англійські володіння перейшовши річку Банн (ірл. — Bann), що в Уладі (Ольстері). У цей же час король Коннахта Аод О'Коннор (ірл. — Aodh O'Connor) розширив свою територію, завоювавши королівство Брейфне (ірл. — Breifne), яким мав би володіти Бріан Ва Нейлл.

## Верховний король Ірландії
Ірландські ватажки Бріан, Тадг та Аод (ірл. — Brian, Tadhg, Aodh) створили спілку. У 1258 році вони зустрілися на руїнах замку Беллек (ірл. — Belleek) в Ерне (ірл. — Erne). Тут було проголошено Бріана Ва Нейлла верховним королем Ірландії і затверджено володіння Аода щодо Брейфне. Але ця спілка була нетривалою — Тадг помер наступного року і Бріан Ва Нейлл втратив цінного союзника.

## Битва Друїм Дерг
У 1260 році Бріан та Аод зібрали армію і напали на англійців та норманів біля міста Даунпатрік. Англійці та нормани очікували на це і наперед зібрали армію. Армія англійців складалася переважно з підвладних їм ірландців. Ірландська армія Бріана і Аода була розбита, Бріан та Аод загинули під час битви разом з іншими ватажками повстання. Голову Бріана англійці відправили в Лондон королю Генріху ІІІ.